# أشلي إستس كافاناف
أشلي إستس كافاناف (بالإنجليزية: Ashley Estes Kavanaugh)‏ هي أمينة سر أمريكية، ولدت في 4 نوفمبر 1974 في أبيلين في الولايات المتحدة.